# Nga Mi Sơn
Nga Mi Sơn ([ɤ̌.měi]; tiếng Trung: 峨眉山; bính âm: Éméi shān) hay núi Nga Mi còn được gọi là Đại Quang Minh sơn là một ngọn núi nằm ở tỉnh Tứ Xuyên, Trung Quốc, trên khu vực rìa phía tây của lòng chảo Tứ Xuyên theo hướng cao nguyên Thanh-Tạng. Nó cao 3.099 mét (10.167 ft) và là Tứ đại Phật giáo danh sơn, một trong bốn ngọn núi thiêng của Trung Quốc. Những ngọn núi phía tây của Nga Mi được gọi là Đại Tương Lĩnh. Đây là một vùng rộng lớn được hình thành bởi những trận phun trào núi lửa trong kỷ Permi.
Về mặt hành chính, Nga Mi Sơn nằm gần như hoàn toàn trong thành phố cấp huyện Nga Mi Sơn và một phần nhỏ thuộc Lạc Sơn. Nó cùng với Lạc Sơn Đại Phật được UNESCO công nhận là Di sản thế giới từ năm 1996.

## Núi thiêng
Thông thường được viết là 峨眉山 và đôi khi là 峩嵋山 hay 峩眉山, nhưng cách phát âm không thay đổi. Vị Bồ Tát bảo trợ của Nga Mi Sơn là Samantabhadra, trong tiếng Việt còn được gọi là Phổ Hiền Bồ tát.
Đỉnh cao nhất của Nga Mi Sơn là đỉnh Vạn Phật của ngọn núi chính Kim Đỉnh, với độ cao 3.099 m. Với địa thế cao chót vót, phong cảnh đẹp nên người ta nói tới Nga Mi Sơn như là "Nga Mi thiên hạ tú". Là một trong Tứ đại Phật giáo danh sơn, tại Nga Mi Sơn có khoảng 26 ngôi chùa; miếu, trong đó có 8 ngôi chùa; miếu lớn là cơ bản nhất. Người ta cho rằng Nga Mi Sơn chính là đạo tràng của Phổ Hiền bồ tát.
Các nguồn tài liệu thế kỷ 16 và 17 có đề cập tới việc tập luyện võ thuật trong các ngôi chùa trên núi Nga Mi, là nguồn tham chiếu hiện còn lưu giữ được có niên đại sớm nhất nói tới chùa Thiếu Lâm như là khởi nguồn của võ thuật Trung Hoa.. Trường phái võ thuật Nga Mi là sự kết hợp của Phật giáo với Đạo giáo.

## Địa lý và khí hậu

Vị trí của Nga Mi Sơn trên bản đồ Trung Quốc

Khu vực rộng lớn bao quanh Nga Mi Sơn về mặt địa chất được biết đến như là tỉnh đá lửa lớn Nga Mi Sơn kỷ Permi, một tỉnh đá lửa lớn đã phun trào trong thời gian thuộc kỷ Permi.
Khu vực Nga Mi Sơn có nhiều sương mù, thiếu nắng, lượng mưa dồi dào. Khí hậu trên khu vực bình nguyên này là cận nhiệt đới gió mùa, nhiệt độ trung bình về tháng 1 là khoảng 6,9 °C, trung bình về tháng 7 là 26,1 °C. Tuy nhiên, tại Nga Mi Sơn thì kiểu khí hậu thay đổi theo độ cao. Từ độ cao 1.500 m đến khoảng 2.100 m là kiểu khí hậu ôn đới ấm, từ độ cao 2.100 m đến khoảng 2.500 m là khí hậu ôn đới trung gian, từ độ cao 2.500 m trở lên là khí hậu cận hàn đới. Từ độ cao 2.000 m trở lên thì thời gian băng tuyết bao phủ ước chừng khoảng 6 tháng mỗi năm, kéo dài từ tháng 10 năm trước tới tháng 4 năm sau.

## Động thực vật hoang dã
Tại đây có trên 3.000 loài thực vật. Hiện tại, quần thể động vật hoang dã tại khu vực Nga Mi Sơn ước chừng khoảng 2.300 loài, trong đó có 51 loài động vật có vú, 256 loài chim, 34 loài bò sát, 60 loài cá, 33 loài động vật lưỡng cư, 1.000 loài côn trùng. Thường gặp là gấu trúc nhỏ, hươu xạ, khỉ đuôi ngắn, dê rừng, gà lôi, cẩm kê bụng trắng, báo, trĩ sừng tro loang lổ v.v, trong đó có 29 loài thuộc danh sách động vật cần bảo vệ của Trung Quốc. Trên đường lên núi có nhiều khỉ, kết thành bầy xin ăn các du khách, cũng là một điểm đặc sắc của Nga Mi Sơn.

## Cảnh quan chính

### Kim Đính
Kim Đính còn gọi là "Vạn Phật Đính", là ngọn núi cơ bản của Nga Mi Sơn, cũng là điểm du lịch cơ bản của nó. Tại Kim Đính có thể nhìn thấy 4 kì quan của Nga Mi Sơn là Nhật xuất, Vân hải, Phật quang, Thánh đăng.

### Chùa Báo Quốc
Chùa Báo Quốc nằm ở chân núi Nga Mi, trên lối vào Nga Mi Sơn, đồng thời cũng là nơi diễn ra các hoạt động Phật giáo chính. Chùa này được xây dựng vào khoảng niên hiệu Vạn Lịch thời nhà Minh (cuối thế kỷ 16, đầu thế kỷ 17), còn có tên gọi là "Hội Tông đường", trong nội cung thờ Phổ Hiền bồ tát. Đến thời vua Khang Hi nhà Thanh cho đổi tên thành "chùa Báo Quốc". Chùa tọa lạc trên diện tích 40.000 m², bao gồm sơn môn, điện thờ Di Lặc, điện Đại Hùng, điện thờ Thất Phật (bảy vị Phật), điện thờ Phổ Hiền và lầu chứa kinh văn nhà Phật.

### Thanh Âm các
Thanh Âm các, còn gọi là chùa Ngọa Vân, nằm tại Ngưu Tâm lĩnh của Nga Mi Sơn, phía dưới có hai suối Hắc Bạch, nằm ở độ cao 710 m. Trong nội cung có tượng Thích Ca Mâu Ni cùng các bồ tát là Văn Thù và Phổ Hiền. Phía dưới của Thanh Âm các là hai phi đình, hai bên có cầu, gọi là song phi kiều. Phía dưới hai suối Hắc Bạch có một tảng đá lớn, hình dáng giống như tim bò (ngưu tâm), gọi là "ngưu tâm thạch".

### Bạch Vân giáp
Bạch Vân giáp, còn gọi là "Nhất Tuyến Thiên", là một vách núi hẹp, dài khoảng 130 m, rộng khoảng 6 m, nơi hẹp nhất là 3 m, có cầu treo cho 2 người qua lại được.

### Cửu Lão động
Cửu Lão động dài khoảng 1.500 m, chia làm ba đoạn. Tương truyền tại đây có chín ông già tu tiên là Thiên Anh, Thiên Nhậm, Thiên Trụ, Thiên Tâm, Thiên Cầm, Thiên Phụ, Thiên Xung, Thiên Nhuế, Thiên Bồng.

### Khác
Các cảnh quan khác còn có các chùa là Tiên Phong tự, Vạn Niên tự và Phục Hổ tự. Vạn Niên tự có kiến trúc mang đậm dấu ấn của Đạo giáo. Trong Vạn Niên tự có tượng đồng Phổ Hiền bồ tát cưỡi voi cao 7,35 m, nặng 62 tấn.

## Hình ảnh

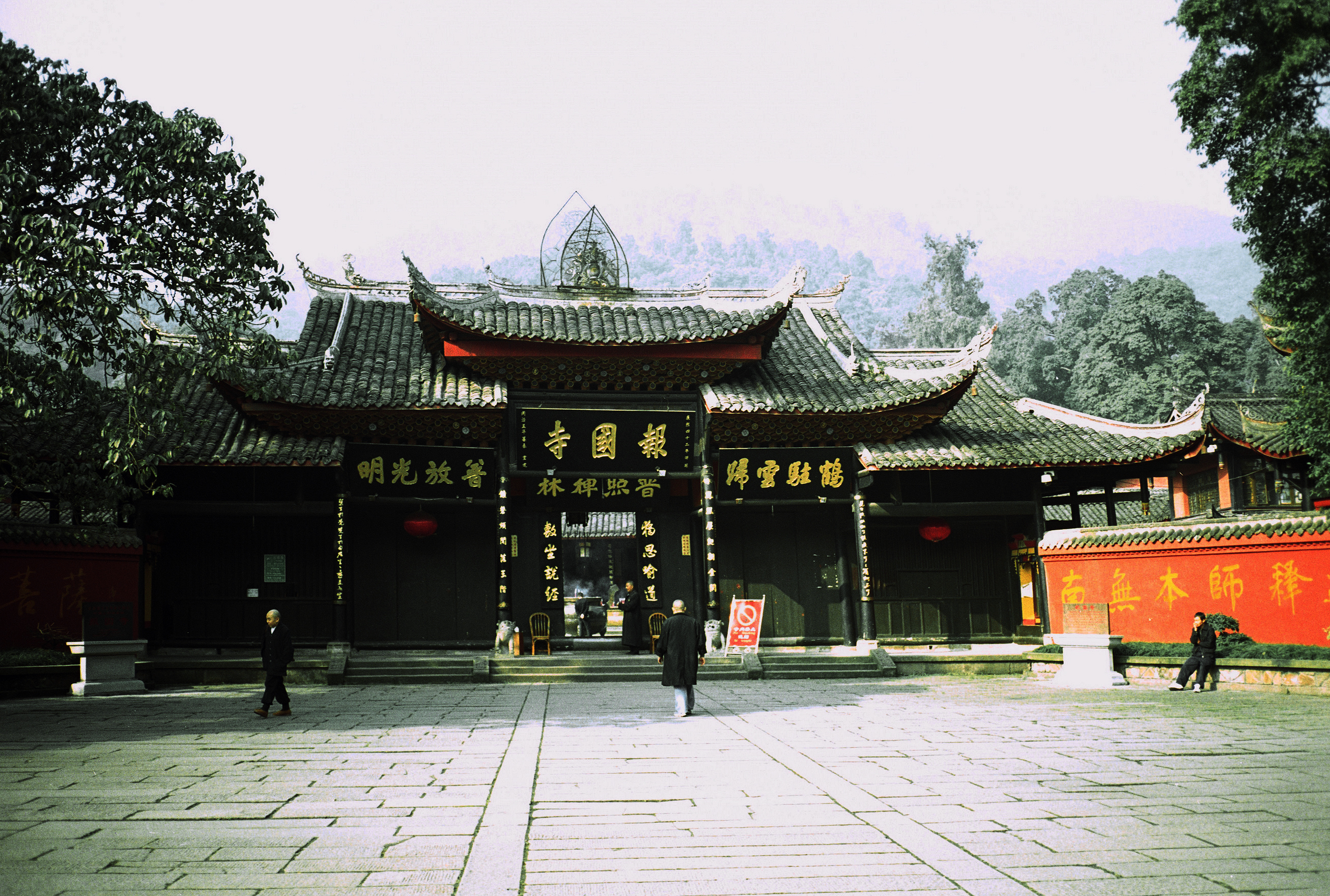
Chùa Báo Quốc.
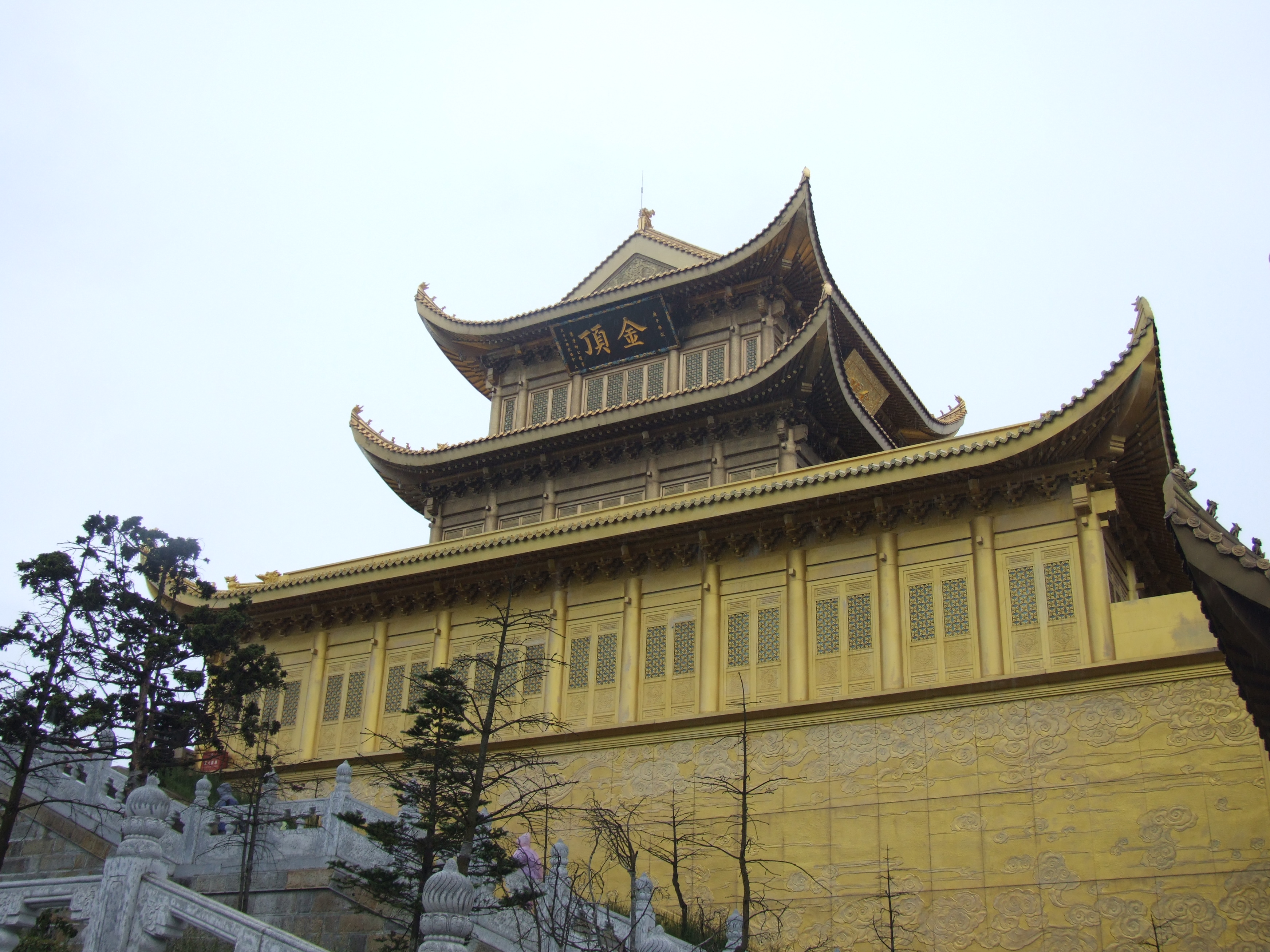
Kim Đính Đại Hùng bảo điện.
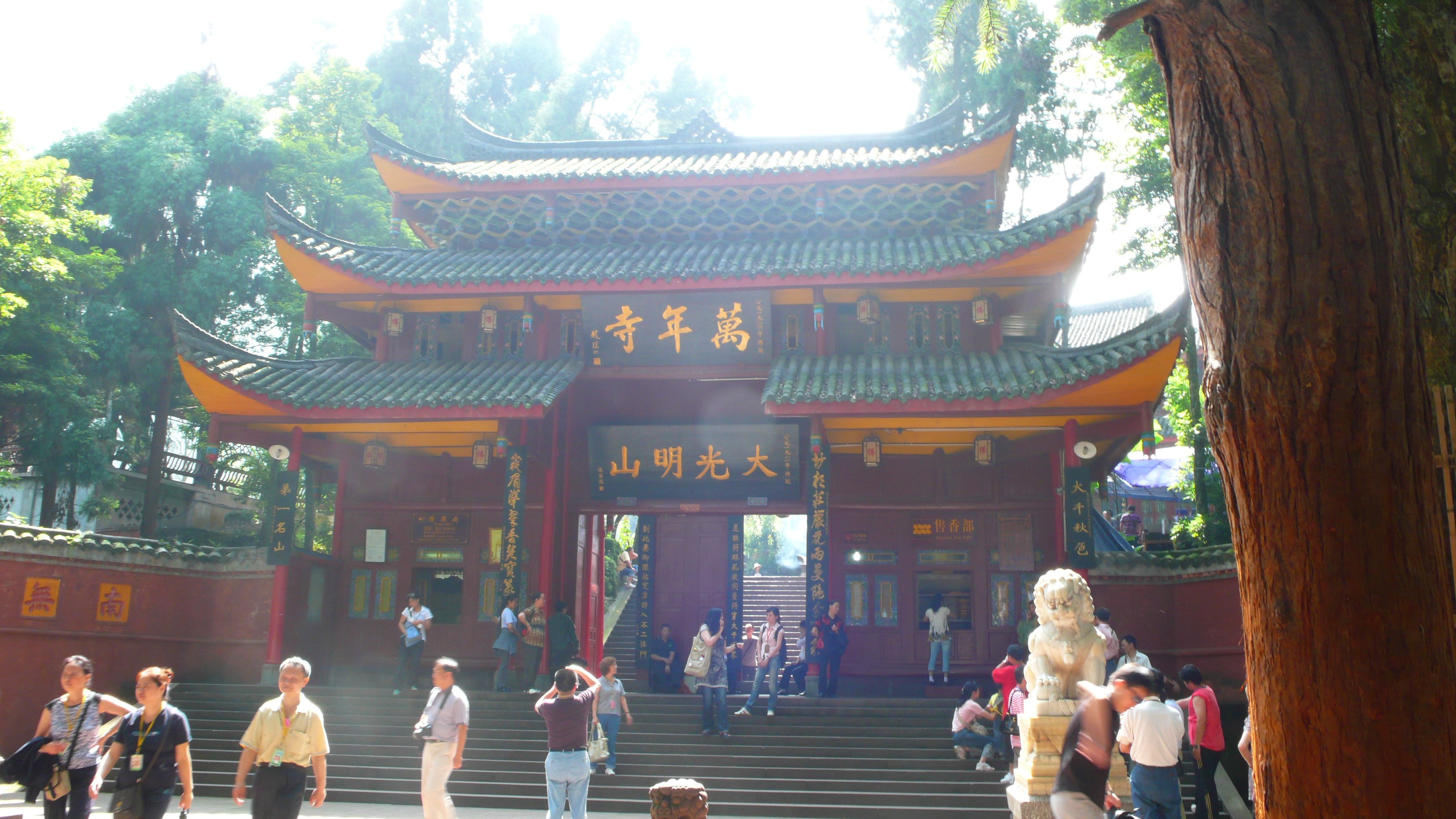
Chùa Vạn Niên.
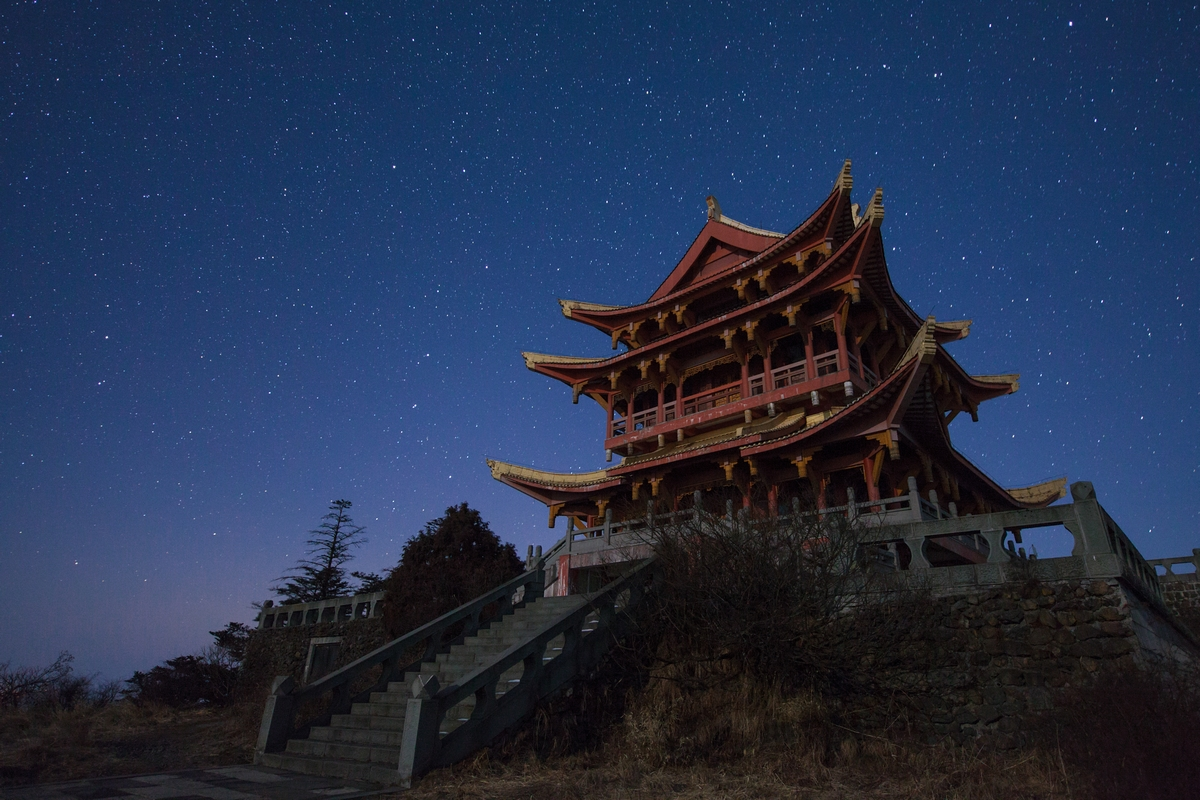
Đỉnh Tinh Diệu Vạn Phật
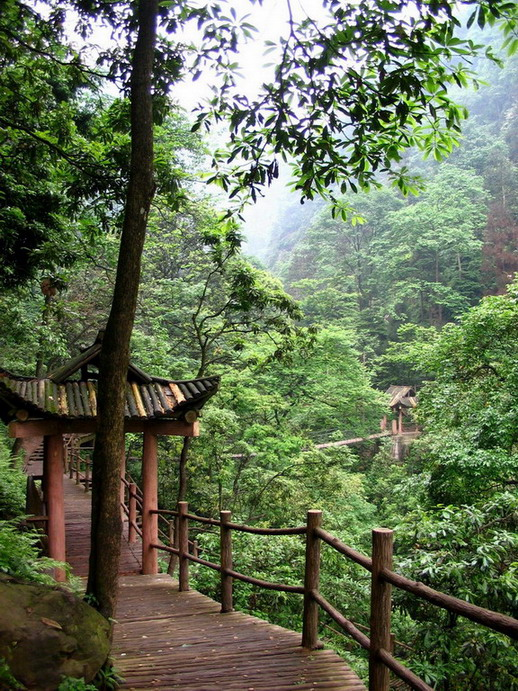
Cầu gỗ trên suối, sườn phía tây
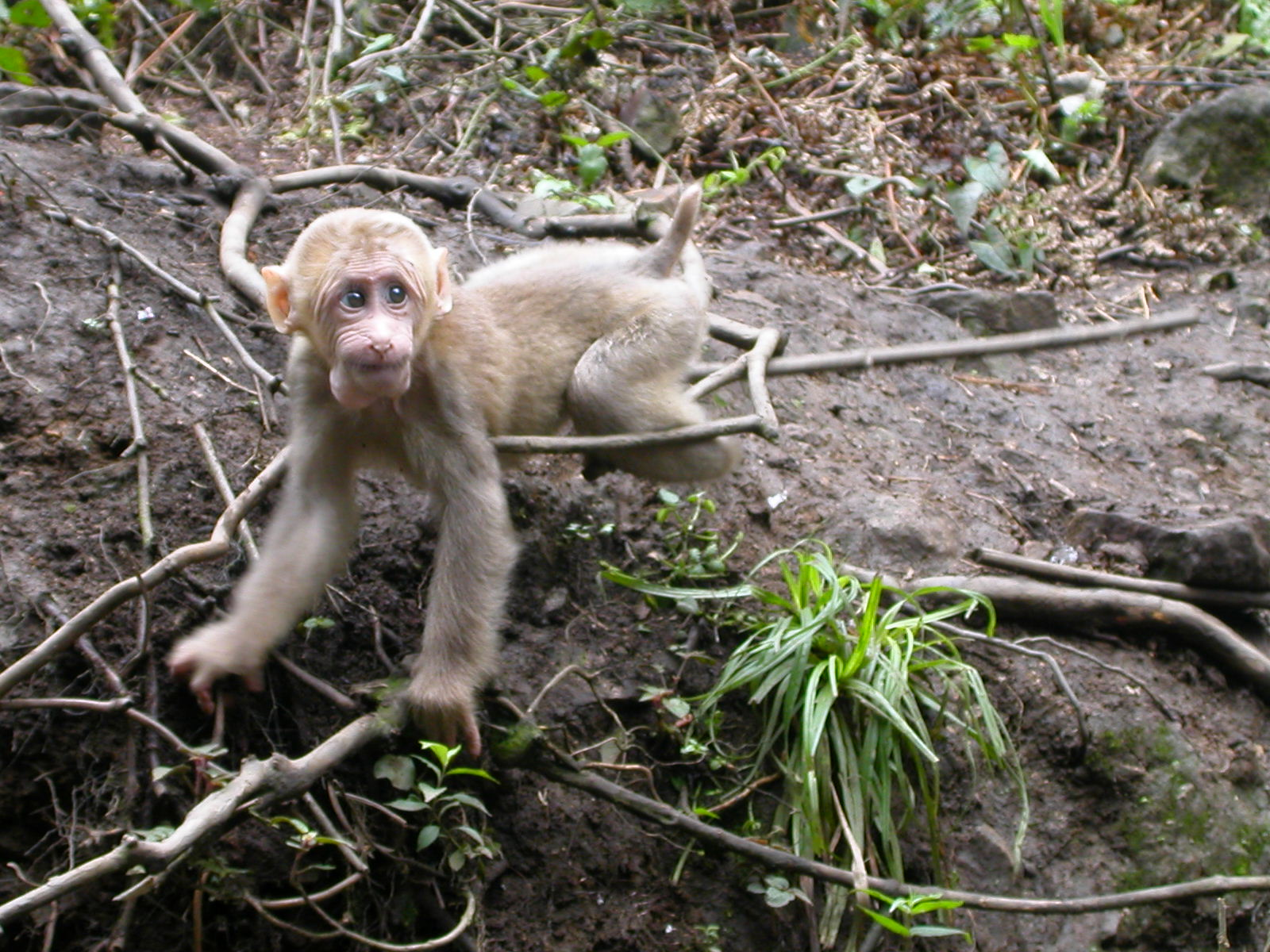
Khỉ đuôi ngắn bản địa của khu vực này
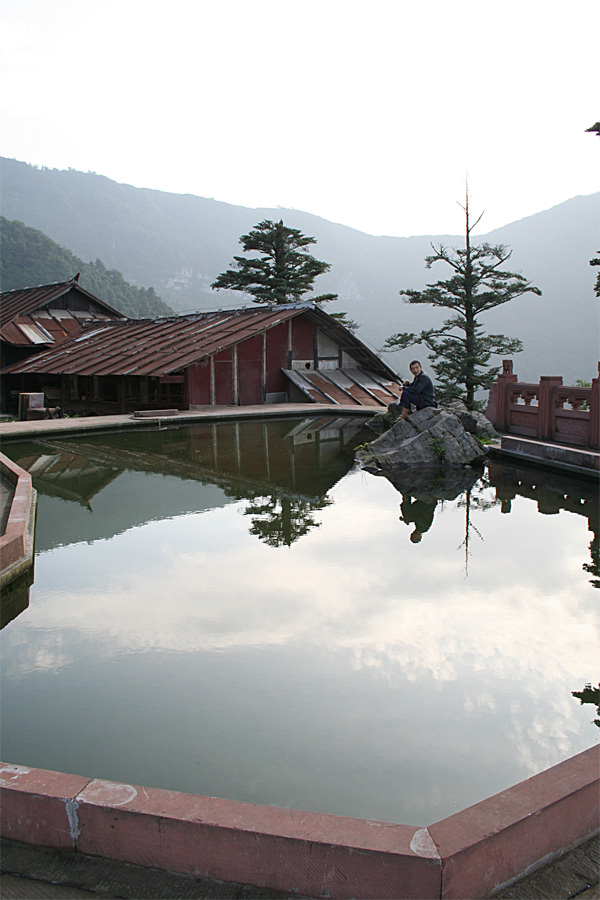
Hồ tắm của voi